# Astrid Krenz
Astrid Krenz (* 1960 ?) ist eine deutsche Schauspielerin und Hörspielsprecherin.

## Leben
Astrid Krenz (nach ihrer Hochzeit: Astrid Krenz-Straßburger und Astrid Straßburger) studierte bis 1981 an der Staatlichen Schauspielschule Berlin. Im Anschluss daran erhielt sie ein Engagement an der Volksbühne Berlin, an der sie bis zur Reduzierung des Ensembles, beim Intendantenwechsel, 1991 arbeitete. Das nächste feste Engagement konnte sie 1993 am Landestheater Dessau antreten, wo sie ebenfalls etwa 10 Jahre blieb. Ab 2005 ist sie freischaffend tätig, hat aber feste Verbindungen zu Bühnen in Hannover und Braunschweig, wo sie immer wieder zu sehen ist.
Astrid Krenz war die zweite Ehefrau des 2010 verstorbenen Schauspielers und Regisseurs Helmut Straßburger, mit dem sie einen Sohn hat.

## Filmografie
- 1986: Der Bärenhäuter
- 1989: Treffen in Travers
- 2008: Die Rosenheim-Cops (Fernsehserie, 1 Episode)

## Theater
- 1979: Rainer Kerndl: Die lange Ankunft des Alois Fingerlein – Regie: Wolfram Krempel (Maxim-Gorki-Theater Berlin)
- 1981: Christian Dietrich Grabbe: Scherz, Satire, Ironie und tiefere Bedeutung (Gottliebchen) – Regie: Helmut Straßburger/Ernstgeorg Hering (Theater im Palast Berlin)
- 1982: Friedrich Wolf: Koritke (Mia Koritke) – Regie: Helmut Straßburger/Ernstgeorg Hering (Volksbühne Berlin – Theater im 3. Stock)
- 1982: Omar Saavedra Santis: Amapola – Regie: Helmut Straßburger/Ernstgeorg Hering (Volksbühne Berlin)
- 1983: Carlo Goldoni: Der Klatsch (Checca-Braut) – Regie: Werner Tietze (Volksbühne Berlin)
- 1984: William Shakespeare: Ende gut, alles gut (Helena) – Regie: Helmut Straßburger/Ernstgeorg Hering (Volksbühne Berlin)
- 1985: John Millington Synge: Der Held der westlichen Welt (Pegeen) – Regie: Ursula Karusseit (Volksbühne Berlin)
- 1985: Gerhart Hauptmann: Die Ratten (Selma Knobbe) – Regie: Helmut Straßburger/Ernstgeorg Hering (Volksbühne Berlin)
- 1986: Molière: Der eingebildet Kranke (Angelique) – Regie: Horst Bonnet (Volksbühne Berlin)
- 1986: Carlo Goldoni: Krach in Ciozza (Checca) – Regie: Helmut Straßburger/Ernstgeorg Hering (Volksbühne Berlin)
- 1986: Joachim Knauth: Der Prinz von Portugal (Vogel) – Regie: Ursula Karusseit (Volksbühne Berlin)
- 1987: Michail Bulgakow: Der Meister und Margarita (Kindsmörderin Frida) – Regie: Siegfried Höchst (Volksbühne Berlin)
- 1987: Heiner Müller: Preußische Spiele (Prinz Friedrich) – Regie: Helmut Straßburger/Ernstgeorg Hering (Volksbühne Berlin)
- 1987: Julius von Voß: Die betrogene Stiefmutter (Stieftochter) – Regie: Klaus Mertens (Volksbühne Berlin)
- 1988: Lope de Vega: La dama boba (Nice) – Regie: Horst Hawemann (Volksbühne Berlin)
- 1988: Heiner Müller: Leben Gundlings/Friedrich von Preußen/Leasings Schlaf Traum Schrei (Emilia Galotti/Kronprinz Friedrich/Gattenmörderin) – Regie: Helmut Straßburger/Ernstgeorg Hering (Volksbühne Berlin)
- 1989: Alfred Döblin: Berlin Alexanderplatz – Regie: Helmut Straßburger/Ernstgeorg Hering (Volksbühne Berlin)
- 1989: Hannes Hüttner: Die Irrfahrten des Weihnachtsmannes – Regie: Margot Schäfer (Palast der Republik Berlin – Großer Saal)
- 1990: Rainer Werner Fassbinder: Bremer Freiheit (Giftmischerin) – Regie: Helmut Straßburger/Ernstgeorg Hering (Volksbühne Berlin)
- 1990: Jörg-Michael Koerbl nach Carlo Gozzi: Turandot (Prinzessin Turandot) – Regie: Helmut Straßburger/Ernstgeorg Hering (Volksbühne Berlin)
- 1990: Gaston Salvatore: Stalin (Chronistin) – Regie: Helmut Straßburger/Ernstgeorg Hering (Volksbühne Berlin)
- 1990: Jo Fabian: Jogotono – Regie: Jo Fabian (Volksbühne Berlin – Theater im 3. Stock)
- 1991: Eric Satie: Die Falle des Qualle (Frisette) – Regie: Victor Petit (Volksbühne Berlin)
- 1994: Friedrich Schiller: Maria Stuart (Maria Stuart) – Regie: Helmut Straßburger (Landestheater Dessau)
- 1995: Johann Wolfgang von Goethe: Faust I (Gretchen) – Regie: Helmut Straßburger/Ernstgeorg Hering (Anhaltisches Theater Dessau)
- 1999: William Mastrosimone: Extremities (Majorie) – Regie: Miria Erceg (Anhaltisches Theater Dessau – Studiobühne)
- 2002: William Shakespeare: Hamlet (Hamlet) – Regie: Helmut Straßburger (Anhaltisches Theater Dessau)
- 2008: Curth Flatow: Männer sind auch Menschen – Regie: ? (Komödie am Altstadtmarkt Braunschweig)
- 2009: Franz Arnold/Ernst Bach: Die spanische Fliege (Mathilde Meisel) – Regie: Jürgen Wölffer (Komödie am Kurfürstendamm Berlin)
- 2009: Simon Moss: Der lustige Witwer – Regie: Wolfgang Spier (Komödie am Altstadtmarkt Braunschweig)
- 2016: Dora Heldt: Bei Hitze ist es wenigstens nicht kalt (Anke) – Regie: Oliver Geilhardt (Komödie am Altstadtmarkt Braunschweig)
- 2018: Florian Battermann: Oskar Schindlers Liste (Emilie Schindler) – Regie: Lajos Wenzel (Lessingtheater Wolfenbüttel)
- 2019: Jean Poiret: Ein Käfig voller Narren – Regie: Florian Battermann (Komödie am Altstadtmarkt Braunschweig)
- 2019: Frederik Holtkamp: Landeier oder Bauern suchen Frauen (Postbotin) – Regie: Dominik Paetzholdt (Comödie Dresden)

## Hörspiele
- 1986: Andrea Czesienski: Sonderbare Kunden (Marion) – Regie: Edith Schorn (Kurzhörspiel aus der Reihe Waldstraße Nummer 7 – Rundfunk der DDR)
- 1986: George Bernard Shaw: O’Flaherty (Teresa) – Regie: Ulrich Voß (Hörspiel – Rundfunk der DDR)
- 1987: Andrea Czesienski: Die Gespenstin (Chefin) – Regie: Peter Brasch (Kinderhörspiel – Rundfunk der DDR)
- 1987: Gregor Johannsen: Bruno und Georg  (Frau) – Regie: Fritz Göhler (Kurzhörspiel – Rundfunk der DDR)
- 1989: Joachim Brehmer: Dienst nach Vorschrift (Maria) – Regie: Edith Schorn (Kurzhörspiel aus der Reihe Waldstraße Nummer 7  – Rundfunk der DDR)
- 1989: Karl-Heinz Schulz: Eine sehr moderne Ehe (Seine Freundin) – Regie: Edith Schorn (Kurzhörspiel – Rundfunk der DDR)
- 1989: Lothar Aermes/Hans Bräunlich: Vogelfrei – Regie: Fritz Göhler (Hörspiel – Rundfunk der DDR)
- 1989: Veit Stiller: Grundlagentraining (Roswita) – Regie: Detlef Kurzweg (Kurzhörspiel – Rundfunk der DDR)
- 1992: Václav Cibula: Als der hohe Rabbi Löw den Golem erschuf – Regie: Manfred Täubert (Kinderhörspiel – DS Kultur)
- 2014: Carsten Fehse: Der Tag, an dem man die Sonne stahl (Frau Kaminski) – Regie: Marc Fehse (Kriminalhörspiel aus der Reihe „Schrei der Angst“ – Marctropolis)
- 2019: Dane Rahlmeyer: Nachtzirkus – Regie: ? (Hörspiel aus der Reihe „Schrei der Angst“ – Marctropolis)